# ボー＝ジェームズ・ウェルズ
ボー=ジェームズ・ウェルズ（Beau-James Wells、1995年11月17日 - ）は、ニュージーランドワナカ出身のフリースキーヤー。ハーフパイプ、スロープスタイルの2種目でワールドカップに出場している。

## 生い立ち
スキーを始めたのは3歳の時。
兄のジョサイア・ウェルズはWinter X Gamesでゴールドメダルを獲得したプロフリースキーヤーである。弟のジャクソン・ウェルズもプロフリースキーヤーとして活動している。